# موتور محمد ایوب گرگیج
موتور محمد ایوب گرگیج یک منطقهٔ مسکونی در ایران است که در دهستان گوهرکوه واقع شده‌است.